# 東北日本
東北日本（とうほくにっぽん、とうほくにほん）とは、地質学において、地質構造をもとに日本を大きく2つに分けたとき、東北側に位置する地域。

## 概要
フォッサマグナの発見当初から、2つの地体が大きく動いてフォッサマグナが形成されたと考えられており、その両側の地帯を分け、南西側を西南日本、北東側を東北日本と呼ぶようになった。
しかし、地質調査が進み日本列島の地下構造やその歴史が明らかになってくるに従い、フォッサマグナの内側や東側にも西南日本と同じ地下構造が分布していることが分かった。西南日本型の地下構造は棚倉構造線を境に東北日本型の地下構造に変わることも分かり、厳密には、棚倉構造線が西南日本と東北日本を分ける境界とするようになった。ただし現在でも、フォッサマグナやその西端である糸魚川静岡構造線を両地域の境界とすることも多い。
また、北海道中央部の宗谷岬東側-日高山脈-襟裳岬を縦断する日高主衝上断層は、現在は活動を終息しているがかつてはユーラシアプレートと北アメリカプレートのすれ違い型（トランスフォーム型）境界である。これより東側は千島弧であり、東北日本の東限をこことする場合が多い。

## 東北日本の地質構造
オホーツクプレート上に位置。
西南日本東北日本の基盤となる地質構造（地体構造）を全体的に見ると、西から東に行くにつれ、順に形成年代の新しい地層へと移り変わってゆく。西南日本は南海トラフなどの海溝に平行に地質帯が並んでいるのに対し、東北日本は南に行くほど海溝側が古い地層になる形で斜めに並んでいる。ただし、帯状構造が明瞭なのは北海道付近に限られる。そのほかの地域では地表が第三紀以降の火山岩や堆積層に広く覆われ、帯状構造は地下に埋没していて、露出部分は北上高地・阿武隈高地・秩父山地付近など断片的にしか現れていない。
上越・北信地方の上越帯、北上高地南部の南部北上帯、阿武隈高地のうち畑川構造線より東側の阿武隈東縁帯は、約3億年～2億年前に形成された地質帯である。これらは西南日本における飛騨外縁帯や黒瀬川帯（秩父帯中帯）と同年代の地層だが、断片的にしか存在しない。これは断層運動による破砕や沈降の影響や、日本海形成が始まって以降長期にわたって海面下に没し新しい地層に厚く覆われた影響が考えられる。
下越から栃木県までの足尾・八溝帯、秋田北部から阿武隈山地まで斜めに延びる阿武隈帯、青森・岩手北部の北部北上帯、渡島付近の渡島帯、利尻島・礼文島から苫小牧まで直線的に延びる礼文・樺戸帯、日高主衝上断層より西側の空知・蝦夷帯は、約2億年～6千万年前に形成された地質帯である。空知・蝦夷帯の中の神居古潭帯は、西南日本における三波川変成帯と類似しており、かつては連続していたと考えられている。
関東甲信地方の真ん中を中央構造線が横切っており、糸静線との交点である諏訪湖から霞ヶ浦付近まで屈曲しながら続いているが、群馬県や埼玉県の一部で露頭がみられるほかはほとんどが地下に埋没している。
西南日本の区分法にならって、中央構造線より北側かつ棚倉構造線より西側の東北日本を内帯（東北日本内帯）、棚倉構造線より東側を外帯（東北日本外帯）と呼ぶことがあるが、棚倉構造線以東を東北日本とする考え方が支持されるようになってから、あまり用いられなくなってきた。